# Georges Fall
Pour les articles homonymes, voir Fall.
Georges Fall, né le 28 mai 1920 à Métlaoui en Tunisie et mort le 1er avril 2014 à Paris 14e,, est un éditeur et un écrivain français passionné d'art contemporain.

## Biographie

### Tunis
À huit ou neuf ans, Georges Fall découvre à la bibliothèque du petit lycée Carnot à Tunis des auteurs tels que Jules Verne, Alphonse Daudet, Swift, Jack London, James Oliver Curwood, et quelques années plus tard, en 1933, les petits livres de la « collection Piazza » comportant des illustrations d'André Derain, et Marc Chagall. En 1935-1936, il fait la connaissance de quelques étudiants de l'école des beaux-arts, située non loin du collège Alaoui qu'il fréquente. Les classes y sont majoritairement composées de Tunisiens musulmans, ne parlant en famille que l'arabe, d'Italiens, sardes ou siciliens, de quelques Grecs et de Français de familles modestes. D'après ses souvenirs, Georges Fall est le seul élève juif qui y soit resté durant ses quatre années d'études. Sur la fin de la première, il doit, en raison de problèmes oculaires, suivre des soins quotidiens. Il poursuit ses lectures — Émile Zola, Upton Sinclair, John Steinbeck — à la bibliothèque du souk El Attarine, implantée dans la mosquée Zitouna, mais aussi Stendhal, Benjamin Constant, Barbey d'Aurévilly, chez sa tante Fortunée, relieuse d'art. Au début des années 1940, Georges Fall rencontre durant les études qu'il poursuit à Tunis les poètes Jean Amrouche et Armand Guibert (également éditeur des Cahiers de Barbarie) et le jeune critique d’art et futur peintre, Edgard Naccache, des personnalités fortes qui lui communiquent le goût de l'art.

### Paris
Attiré par les métiers du livre, il entre durant l'été 1946, sur l'incitation d'Amrouche qui exerce la fonction de directeur littéraire, au service de l'éditeur Edmond Charlot (comme l'éditeur François Di Dio) alors tout juste implanté à Paris et qui publie des textes inédits notamment d'Albert Camus, Jules Roy, Henri Bosco, Arthur Koestler. Il devient représentant des éditions pour quelques arrondissements périphériques de Paris ainsi que pour la totalité de la Bretagne et de la Normandie. En mai 1948 il s'embarque sur le Queen Mary pour New York et séjourne durant quelques mois chez l'un de ses cousins.
De retour à Paris Georges Fall fait la connaissance d'Hermine Chastenet, alors secrétaire générale de la revue L'Architecture d'aujourd'hui, dirigée par Marguerite et André Bloc. Il rencontre alors Victor Vasarely, le critique Léon Degand, Le Corbusier, Fernand Léger dont il éditera le catalogue de l'exposition Les Constructeurs, Blaise Cendrars. En octobre 1950 il devient par nécessité attaché au corps des fonctionnaires du bureau d'achat central de l'administration du Plan Marshall, rattachée à l'ambassade des États-Unis, puis travaille de juillet 1952 à septembre 1953 au service d'achats du matériel audiovisuel des services administratifs de l'UNESCO.

### Les Éditions Falaize
De 1949 à 1959, Georges Fall créé et dirige les Éditions Falaize. Le premier livre à sortir des presses est Élégies de Duino de Rainer Maria Rilke. Il fait preuve d'un esprit éclectique, s'ouvrant aux jeunes poètes (Jean-Clarence Lambert, Édouard Glissant) et montre un goût sûr pour la typographie et l'illustration. Dans la collection « Les Carnets oubliés » paraîtront successivement une vingtaine de volumes dont Racontars de rapin de Gauguin, Les Lettres à sa mère de Van Gogh et Poésie sur Alger de Le Corbusier. Certains livres sortent des presses accompagnés de lithographies à très faible tirage et sont aujourd'hui quasiment introuvables : Fomalhaut de Romain Weingarten illustré par Camille Bryen ; Rapsodie de ma nuit d'Emmanuel Looten illustré par Karel Appel ; Dépaysage de Jean-Clarence Lambert illustré par Pierre Soulages. Georges Fall adhère au projet d'Hermine Chastenet qui souhaite éditer sa propre revue, Formes et Vie (deux numéros en 1951 et 1952).

### Le Musée de poche
En 1954, Georges Fall lance une nouvelle maison d'édition, les Éditions Fall qui publie « Le Musée de poche », collection de petites monographies portant sur des artistes contemporains et qui connaît un franc succès. Dirigée par Jean-Clarence Lambert, on y trouve notamment des essais sur Guillaume Corneille, Manessier, Bissière, Nicolas de Staël, Fautrier, Henri Michaux, Dubuffet, Brauner, Kijno, Hartung, Anna-Eva Bergman, André Masson, Soulages ou encore Vieira da Silva. Chaque année de 1957 à 1962 Georges Fall effectue plusieurs séjours à New York où il rencontre les marchands Léo Castelli, Sam Kootz et Sidney Janis, le peintre Franz Kline, et réalise des coéditions de certains de ses ouvrages en langue anglaise. En 1959, il publie Images de New-York, de Guillaume Corneille, un album avec un texte et 16 clichés sous verre du peintre Cobra, dont le tirage s'élève à 80 exemplaires. 
En 1958 Georges Fall publie l'un des premiers livres sur l'art de Carthage. En 1959, il est nommé producteur délégué par Daniel Cordier de l'Exposition internationale du surréalisme, inaugurée le 15 décembre suivant.
Au printemps 1967 il est invité à La Havane à l'occasion du Salon de Mayo puis en décembre au Congrès culturel de La Havane.

### Opus international
Revendant « Le Musée de poche » en 1967, Georges Fall a l'idée avec Jean-Clarence Lambert d'une revue d'art contemporain trimestrielle nommée Opus international, revue qui s'implante dans le paysage critique en quelques numéros. Durant plus de vingt-cinq ans, Georges Fall se consacre presque exclusivement à sa revue, publiant occasionnellement des monographies, entre autres dans la collection BibliOpus, sur différents artistes contemporains. La revue sort un dernier numéro fin 1995.
En 1970 Georges Fall édite le catalogue du premier musée Vasarely au Château de Gordes et, pour les enfants, un Colorier avec Vasarely qui connaît quatre éditions successives de 3 000 exemplaires, puis un 1975 le catalogue en trois langues de la Fondation Vasarely d'Aix-en-Provence. Devenant son agent après la fermeture en 1976 de la galerie Denise René qui l'exposait depuis 1944, il édite, au long d'une collaboration de vingt ans, plus de 37 000 sérigraphies de l'artiste.
Georges Fall publie à la fin des années 1990 une dernière série de monographies avec, entre autres, Michel Ragon, et ouvre une nouvelle galerie d'art, rue Vieille-du-Temple, dans laquelle il expose notamment Jasper Johns et Roberto Mangu. 
En 2003, il lègue une partie de ses archives à l'IMEC et publie ses mémoires.
Il est l'oncle de Jean-Claude Fall.
Il meurt en avril 2014.

## Essais
- Chroniques nomades. « Un témoignage clé sur l’art d’après-guerre », Paris, Archibooks-Sautereau éditeur, 2007  (ISBN 978-2915639520).
- Tunisie désert fertile, souvenirs, Paris, L'Harmattan, 2012  (ISBN 978-2-296-55719-2).